# Gusztáv egeret fog
A Gusztáv egeret fog a Gusztáv című rajzfilmsorozat első évadának tizenötödik epizódja.

## Rövid tartalom
Gusztáv hajtóvadászatot indít a nyugalmát megzavaró kisegér ellen, ám látva annak hősies ellenállását, legjobb barátjává fogadja az egércsaládot.

## Alkotók
- Írta és rendezte: Nepp József
- Zenéjét szerezte: Deák Tamás
- Operatőr: Neményi Mária
- Hangmérnök: Horváth Domonkos
- Vágó: Czipauer János
- Tervező: Vásárhelyi Magda
- Háttér: Szoboszlay Péter
- Rajzolták: Csiszér Ágnes, Kuzma Gabriella
- Színes technika: Dobrányi Géza, Kun Irén
- Gyártásvezető: Bártfai Miklós

Készítette a Pannónia Filmstúdió.